# 아산로
아산로(Asan-ro)는 충청남도 아산시 온양동에서 인주면 인주교차로를 잇는 도로이다.

## 주요 경유지
충청남도
- 아산시 (온양동 . 염치읍 . 영인면 . 인주면)

## 노선 경로
| 이름                   | 접속 노선                                | 경유지 | 경유지                        | 비고   |
| ---------------------- | ---------------------------------------- | ------ | ----------------------------- | ------ |
| (이름없음)             | 온천대로                                 | 아산시 | 온양동                        |        |
| 온양1동사거리          | 번영로                                   | 아산시 | 온양동                        |        |
| 실옥사거리             | 문화로                                   | 아산시 | 온양동                        |        |
| 옥정사거리             | 곡교천로                                 | 아산시 | 온양동                        |        |
| 아산대교               |                                          | 아산시 | 온양동                        |        |
|                        | 염치읍                                   | 아산시 |                               |        |
| 옥정 교차로            | 은행나무길                               | 아산시 | 상행 진출 불가 하행 진입 불가 |        |
| 고분교                 |                                          | 아산시 |                               |        |
| 곡교 교차로            | 국도 제39호선 국도 제45호선 (온양순환로) | 아산시 | 국도 제39호선 구간            |        |
| 염치 교차로 (염치교)   | 현대로                                   | 아산시 | 국도 제39호선 구간            |        |
| 아산 나들목            | 32호선 당진청주고속도로                  | 아산시 | 국도 제39호선 구간            |        |
| 서원2교 서원교         |                                          | 아산시 | 국도 제39호선 구간            |        |
| 서원 교차로            | 국가지원지방도 제70호선 (충절로)         | 아산시 | 국도 제39호선 구간            |        |
| 아산1교 아산2교        |                                          | 아산시 | 국도 제39호선 구간            | 영인면 |
| 아산 교차로            | 영인로                                   | 아산시 | 국도 제39호선 구간            | 영인면 |
| 아산1 교차로 (아산3교) | 토정로                                   | 아산시 | 국도 제39호선 구간            | 영인면 |
| 아산4교                |                                          | 아산시 | 국도 제39호선 구간            | 영인면 |
| 신운 교차로            | 영인로                                   | 아산시 | 국도 제39호선 구간            | 영인면 |
| 월선교                 |                                          | 아산시 | 국도 제39호선 구간            | 영인면 |
| 월선 교차로            | 아산호로20번길 월선길                    | 아산시 | 국도 제39호선 구간            | 영인면 |
| 영인 나들목            | 17호선 익산평택고속도로                  | 아산시 | 국도 제39호선 구간            |        |
| 공세 교차로            | 월선길 공세길                            | 아산시 | 국도 제39호선 구간            | 인주면 |
| 인주 교차로 (인주육교) | 국도 제34호선 (장영실로)                 |        |                               | 인주면 |
| 서해로와 직결          |                                          |        |                               |        |

## 주요건물및 시설
- 이마트24 아산온천빌리지점 (아산로 35/온천동 14-130)
- 이마트24 아산온천파크빌점 (아산로 60/온천동 1320)
- IBK기업은행 아산지점 (아산로 79/실옥동 20-48)
- GS칼텍스 푸른주유소 (아산로 80/온천동 1294)
- KG모빌리티 아산중앙전시장 (아산로 84/온천동 1291)
- 농협 아산축협 행복지점 (아산로 118/온천동 1989)
- HD현대오일뱅크 아산옥정셀프주유소 (아산로 146/온천동 981)
- GS칼텍스 한마음주유소 (아산로 602/염성리 129-9)
- 세븐일레븐 아산염치휴게소점 (아산로 724/서원리 29-4)
- GS칼텍스 OK주유소 (아산로 807/서원리 5-9)
- HD현대오일뱅크 영인산주유소 (아산로 987/아산리 242-5)
- 서해안만남의광장휴게소 (아산로 987/아산리 242-2)
- GS칼텍스 아산테크노주유소 (아산로 1338/월선리 237-4)